# Montpler
Der Dolmen von Montpler (auch Montplé) ist eine zwischen der Kupfer- und Bronzezeit errichtete Megalithanlage auf der spanischen Baleareninsel Menorca.

## Lage
Der Dolmen befindet sich in der Gemeinde Maó auf einem Feld an der Südseite des Camí de sa Serra. Von der Straße kommend muss eine Trockenmauer mithilfe eines Mauertritts überquert werden. Nördlich der Straße befindet sich ein weiterer Dolmen (Alcaidús d’en Fàbregues).

## Beschreibung
Der Dolmen von Montpler ist eines der ältesten erhaltenen Bauwerke Menorcas. Er stammt aus der ersten Hälfte des 2. Jahrtausends v. Chr. Radiocarbonuntersuchungen an in seinem Inneren gefundenen Knochen datieren seine Nutzung auf die Zeit zwischen 1750 und 1550 v. Chr. Die rechteckige Grabkammer ist gut erhalten, nur die Decksteine sind nicht mehr vorhanden. die kleinen Steine zwischen den großen Platten sind neueren Datums. Der die westliche Stirnseite bildende Stein besitzt ein Seelenloch. Für die Existenz eines zu dieser Öffnung führenden Korridors – wie z. B. beim Dolmen von Ses Roques Llises – gibt es keinen Hinweis. Joan Flaquer i Fàbregues (1877–1963) berichtet, dass im frühen 20. Jahrhundert Steine der Dolmen von Montpler und Alcaidús d’en Fàbregues als Baumaterial Verwendung fanden. Flaquer war es, der den Dolmen 1943 ausgrub und menschliche Knochen sowie Keramikscherben in der Kammer fand.

## Denkmalschutz
Der Dolmen von Montpler wurde 1966 zum historischen Denkmal erklärt. Die heutige Registriernummer als Kulturgut (Bien de Interés Cultural) ist RI-51-0003563.